# Episodi di Chicago P.D. (settima stagione)
La settima stagione della serie televisiva Chicago P.D., composta da 20 episodi, è stata trasmessa in prima visione negli Stati Uniti d'America da NBC dal 25 settembre 2019 al 15 aprile 2020.
Inizialmente la stagione era composta da 23 episodi, ma è stata ridotta a 20 a causa della pandemia di COVID-19 diffusasi anche a Chicago, dov'è ambientata la serie.
In Italia la stagione è stata trasmessa su Premium Crime dal 13 febbraio al 12 novembre 2020. 
 L'episodio 13 era stato momentaneamente trasmesso in lingua originale e sottotitolato in italiano il 7 maggio 2020, in quanto non era stato ancora doppiato a causa dell'emergenza dovuta alla pandemia di COVID-19 che aveva impedito la continuazione del doppiaggio. Dal 14 maggio al 25 giugno 2020 la stagione aveva ripreso la regolare trasmissione doppiata in italiano con la messa in onda degli episodi dal 14 al 20, mentre l'episodio 13 è stato poi recuperato il 12 novembre 2020 durante la replica della stagione. 
 In chiaro viene trasmessa su Italia 1 dal 16 luglio al 3 settembre 2021 in prima serata.
Gli episodi Infezione - III parte e L'onere della verità fanno parte di due rispettivi crossover trasmessi rispettivamente il 5 marzo e il 21 maggio 2020: il primo episodio fa parte di un crossover con Chicago Fire e Chicago Med, mentre il secondo solo con Chicago Fire.
| nº | Titolo originale     | Titolo italiano            | Prima TV USA      | Prima TV Italia  |
| -- | -------------------- | -------------------------- | ----------------- | ---------------- |
| 1  | Doubt                | Il dubbio                  | 25 settembre 2019 | 13 febbraio 2020 |
| 2  | Assets               | Scambio di favori          | 2 ottobre 2019    | 20 febbraio 2020 |
| 3  | Familia              | La famiglia                | 9 ottobre 2019    | 27 febbraio 2020 |
| 4  | Infection: Part III  | Infezione - III parte      | 16 ottobre 2019   | 5 marzo 2020     |
| 5  | Brother's Keeper     | Il custode di mio fratello | 23 ottobre 2019   | 12 marzo 2020    |
| 6  | False Positive       | Falso positivo             | 30 ottobre 2019   | 19 marzo 2020    |
| 7  | Informant            | L'informatore              | 6 novembre 2019   | 26 marzo 2020    |
| 8  | No Regrets           | Nessun rimpianto           | 13 novembre 2019  | 2 aprile 2020    |
| 9  | Absolution           | L'assoluzione              | 20 novembre 2019  | 9 aprile 2020    |
| 10 | Mercy                | Compassione                | 8 gennaio 2020    | 16 aprile 2020   |
| 11 | 43rd and Normal      | Le regole del quartiere    | 15 gennaio 2020   | 23 aprile 2020   |
| 12 | The Devil You Know   | Il diavolo che conosci     | 22 gennaio 2020   | 30 aprile 2020   |
| 13 | I Was Here           | Sono stata qui             | 5 febbraio 2020   | 12 novembre 2020 |
| 14 | Center Mass          | Baricentro                 | 12 febbraio 2020  | 14 maggio 2020   |
| 15 | Burden of Truth      | L'onere della verità       | 26 febbraio 2020  | 21 maggio 2020   |
| 16 | Intimate Violence    | Violenza domestica         | 4 marzo 2020      | 28 maggio 2020   |
| 17 | Before the Fall      | Prima della caduta         | 18 marzo 2020     | 4 giugno 2020    |
| 18 | Lines                | Confini                    | 25 marzo 2020     | 11 giugno 2020   |
| 19 | Buried Secrets       | Segreti sepolti            | 8 aprile 2020     | 18 giugno 2020   |
| 20 | Silence of the Night | Il silenzio della notte    | 15 aprile 2020    | 25 giugno 2020   |

## Il dubbio
- Titolo originale: Doubt
- Diretto da: Eriq La Salle
- Scritto da: Rick Eid e Gavin Harris

### Trama
L'intelligence è chiamata a indagare sulla morte di Kelton. Nel mentre la squadra non riesce a mettersi in contatto con Dawson. Le indagini portano a sospettare di Voight, e per questo motivo chiede alla squadra di farsi da parte e cerca di risolvere la cosa da solo. Halstead insospettito scopre che Voight conosce l'identità del vero assassino. Alla fine dell'episodio Voight rivela che Dawson è entrato in una struttura di disintossicazione.

## Scambio di favori
- Titolo originale: Assets
- Diretto da: Carl Seaton
- Scritto da: Rick Eid e Gavin Harris

### Trama
Halstead si unisce ad Atwater in un'operazione sotto copertura per cercare di arrestare un potente trafficante di droga. Durante l'operazione si scopre che anche altri poliziotti stanno lavorando sotto copertura con lo stesso obiettivo. Nel mentre Ruzek deve decidere se rischiare di essere processato o patteggiare.

## La famiglia
- Titolo originale: Familia
- Diretto da: Eriq La Salle
- Scritto da: Timothy J. Sexton

### Trama
Vanessa Rojas si unisce all'Intelligence. La squadra si occupa di un furto d'auto a cui hanno assistito Rojas e Atwater, che si scopre poi essere collegato a un traffico di droga. Voight conferma le dimissioni di Dawson che ha deciso di trasferirsi a Puerto Rico. Voight ha dei dubbi sulle capacità della Rojas di adattarsi al modo di lavorare dell'Intelligence dopo essere stata sotto copertura e Upton decide di aiutarla.

## Infezione - III parte
- Titolo originale: Infection: Part III
- Diretto da: Eriq La Salle
- Scritto da: Gwen Sigan

### Trama
L'unità di intelligence corre contro il tempo mentre altre persone vengono infettate dal batterio mortale mangia-carne, gettando la città di Chicago nel panico. Nel frattempo, dopo essere stati scagionati dal batterio, Upton e la dottoressa Natalie Manning si occupano di una giovane vittima con cui Upton ha fatto amicizia. Più tardi, Voight scopre che il prossimo obiettivo del sospetto è la parata di Chicago. Durante il caos, il dottor Will Halstead e il CDC riescono finalmente a trovare gli antibiotici per risolvere il problema.

## Il custode di mio fratello
- Titolo originale: Brother's Keeper
- Diretto da: Vince Misiano
- Scritto da: Joe Halpin

### Trama
La squadra indaga sull'omicidio di un cittadino bulgaro. L'indagine si complica presto quando i testimoni non vogliono parlare con la polizia. Nel frattempo, Ruzek inizia a sospettare che uno dei poliziotti di pattuglia stia abusando del suo potere su una nuova recluta, dando vita a un conflitto tra l'Intelligence e la pattuglia.

## Falso positivo
- Titolo originale: False Positive
- Diretto da: David Rodriguez
- Scritto da: Scott Gold

### Trama
La squadra indaga su un traffico di droga andato male quando due bambini piccoli vengono uccisi nel fuoco incrociato. Quando la squadra non riesce a trovare un sospetto, un sovrintendente della polizia raccomanda all'unità di intelligence di usare una tecnologia intelligente per trovare un possibile sospetto. Quando lo trovano, viene brutalmente picchiato a morte mentre è in custodia. Halstead scopre ben presto che il sospettato è innocente e si scopre che la tecnologia intelligente indica solo persone di colore come principali sospetti, facendogli credere che un collega sia razzista.

## L'informatore
- Titolo originale: Informant
- Diretto da: Vince Misiano
- Scritto da: Gwen Sigan

### Trama
Voight e la squadra indagano sulla morte di un giovane ucciso da un'overdose di fentanyl. Upton coinvolge uno dei suoi informatori per aiutarli a risolvere il caso. In seguito, l'informatore di Upton viene ucciso e si sospetta che l'assassino possa essere uno degli informatori di Voight.

## Nessun rimpianto
- Titolo originale: No Regrets
- Diretto da: Mykelti Williamson
- Scritto da: Kim Rome

### Trama
L'unità di intelligence indaga su un caso di persona scomparsa, Voight è costretto a scegliere se seguire le regole o fare le cose a modo suo. Nel frattempo, dopo essersi leggermente ferita sul lavoro, Burgess scopre di essere incinta di Ruzek e si chiede se tenere o meno il bambino.

## L'assoluzione
- Titolo originale: Absolution
- Diretto da: Paul McCrane
- Scritto da: Gavin Harris

### Trama
Halstead viene chiamato da una sua amica. Ma quando lui arriva a casa sua viene rapito e picchiato. Upton cerca di chiamarlo ma non risponde quindi rintraccia il suo telefono e l'intelligence va a cercarlo ma in casa trovano solo una mazza con il sangue di Halstead.

## Compassione
- Titolo originale: Mercy
- Diretto da: Olivia Newman
- Scritto da: Timothy J. Sexton

### Trama
Quando trovano Jay Halstead la sua amica gli spara a una spalla e viene portato d'urgenza al Chicago Med qui Upton si rende conto di amarlo ma non gli dice niente perché è il suo partner. Halstead è fuori pericolo quindi l'intelligence cerca di capire perché hanno rapito Halstead.

## Le regole del quartiere
- Titolo originale: 43rd and Normal
- Diretto da: Chad Saxton
- Scritto da: Rick Eid e Gwen Sigan

### Trama
Jay è tornato dopo un periodo di riabilitazione. L'intelligence si occupa di 3 casi di omicidio in Canariville nel South Side di Chicago. Intanto Burgess dice a Atwater che aspetta un bambino da Ruzek. Alla fine dell'episodio Burgess dice a Voight che è incinta.

## Il diavolo che conosci
- Titolo originale: The Devil You Know
- Diretto da: Eriq La Salle
- Scritto da: Scott Gold

### Trama
L'unità di intelligence stringe un accordo con Darius Walker mentre indagano su una serie di traffici illegali di droga da parte di poliziotti corrotti. Dopo aver appreso dell'accordo, Upton inizia a prendere in mano la questione delle indagini. Inoltre, Burgess cerca di mettere in campo tutto il campo lavorare che può prima di essere costretta a svolgere un lavoro d'ufficio a causa della gravidanza. Darius fa uccidere successivamente i poliziotti corrotti dai suoi uomini che rimangono uccisi nella sparatoria per non far risalire a lui il traffico di droga e Voight non avendo nessuna prova che ricolleghi ciò a Darius lo lascia libero ma lo avverte che d'ora in poi non potrà più contare sulla sua protezione. Haley avendone abbastanza di Darius volendo vendicare la morte del suo informatore fatto uccidere precedentemente dal criminale rivela ai membri della gang di Darius che lui era un loro informatore e che a causa delle sue azioni i loro amici sono morti nella sparatoria con i poliziotti corrotti. Il mattino seguente Darius viene ritrovato brutalmente ucciso come punizione da parte della gang per aver fatto uccidere i loro amici e Voight sapendo che è stata Haley a rivelare alla gang il ruolo di Darius negli omicidi la raggiunge la sera nel bar e gli domanda se la sua coscienza lo sopporterà e la ragazza gli dice di sì tuttavia Voight gli spiega che lui stesso riesce a convivere con ciò che fa poiché ha smesso di avere sulla coscienza le proprie azioni perché altrimenti non riuscirebbe a conviverci e le dice che anche lei deve imparare a fare lo stesso se non vuole vivere con tale peso.

## Sono stata qui
- Titolo originale: I Was Here
- Diretto da: Charles S. Carroll
- Scritto da: Gwen Sigan

### Trama
Dopo aver ricevuto una chiamata ai servizi di emergenza sanitaria su una possibile disputa domestica, Burgess prosegue con Platt sul luogo della chiamata e trovano una vittima di omicidio. Più tardi, l'unità di intelligence scopre che l'assassino è ricercato dall'FBI in sei stati per aver creato un giro di traffico sessuale. Burgess viene ferita mentre salva la vittima che le ha chiamato i servizi di emergenza e perde il bambino.

## Baricentro
- Titolo originale: Center Mass
- Diretto da: Lisa Demaine
- Scritto da: Gavin Harris

### Trama
Un favore dell'ex assistente sociale di Rojas per trovare un senzatetto porta l'intelligence a indagare sull'omicidio del senzatetto. L'indagine li porta a perseguire un assassino di poliziotti che ha ucciso il senzatetto per la sua identità. Nel corso delle indagini, Rojas ha diverse interazioni con un testimone affetto da schizofrenia paranoica, l'ultima delle quali finisce per essere un'esperienza preoccupante per lei. Nel frattempo, Burgess decide di tornare al lavoro dopo essersi preso un po' di tempo per riprendersi.

## L'onere della verità
- Titolo originale: Burden of Truth
- Diretto da: Eriq La Salle
- Scritto da: Rick Eid e Gwen Sigan

### Trama
L'unità di intelligence continua a indagare su una serie di overdose mortali di ossicodone contraffatto su giovani adolescenti, tra cui Sarah, la sorella dell'ex ufficiale di pattuglia di Chicago Sean Roman (guest star speciale Brian Geraghty). Il caso poi si trasforma in omicidio quando lo spacciatore viene trovato morto e Roman diventa un sospettato. Nel frattempo, Ruzek cerca di convincere Burgess ad aprirsi dopo la perdita del loro bambino.

## Violenza domestica
- Titolo originale: Intimate Violence
- Diretto da: Mykelti Williamson
- Scritto da: Timothy J. Sexton

### Trama
Upton e Halstead rispondono a una rapina a mano armata attiva in un'attività di incasso di assegni locale. Il caso si trasforma rapidamente in omicidio dopo che una vittima muore in ospedale. Halstead scopre che uno dei testimoni (Haley Webb) è stato coinvolto nella rapina e che suo marito è uno dei ladri e ha precedenti di violenza domestica.

## Prima della caduta
- Titolo originale: Before the Fall
- Diretto da: Nicole Rubio
- Scritto da: Scott Gold e Jake Tinker

### Trama
Voight chiede aiuto a un membro riformato di una gang per ottenere la testimonianza di un testimone chiave in un caso di omicidio. Altre vite vengono messe in pericolo mentre si scatena una guerra tra bande.

## Confini
- Titolo originale: Lines
- Diretto da: Alex Chapple
- Scritto da: Kim Rome e Gwen Sigan

### Trama
L'intelligence fa tutto il possibile per costruire un caso contro l'inafferrabile leader di un giro di droga, ma le cose si complicano quando Rojas si rende conto che qualcuno a cui tiene potrebbe essere coinvolto. Hailey si spinge troppo oltre per proteggere Rojas e alla fine paga un prezzo per le sue azioni. Dopo che il caso è stato risolto, Hailey arriva nell'ufficio di Voight e scopre che il sergente l'ha designata a sua insaputa ufficiale in prestito all'ufficio sul campo dell'FBI a New York con effetto immediato.

## Segreti sepolti
- Titolo originale: Buried Secrets
- Diretto da: Paul McCrane
- Scritto da: Timothy J. Sexton

### Trama
Dopo una notte di bevute in un bar, Ruzek assiste al rapimento di una donna e cerca di inseguirla, ma fa schiantare il veicolo che ha requisito. L'unità di intelligence corre contro il tempo per trovare la donna scomparsa. Voight scopre in seguito che il padre della vittima potrebbe avere qualcosa a che fare con il rapimento. Nel frattempo, Burgess considera la riconciliazione con Ruzek.

## Il silenzio della notte
- Titolo originale: Silence of the Night
- Diretto da: Eriq La Salle
- Scritto da: Rick Eid e Gavin Harris

### Trama
Mentre è sotto copertura per arrestare due trafficanti di armi illecite, Atwater incontra Doyle, lo stesso agente che lo ha profilato in termini razziali durante un blocco del traffico. Atwater scopre che Doyle è stato promosso a detective e sono costretti a lavorare insieme. Dopo aver eliminato gli spacciatori, Doyle e Atwater fanno temporaneamente ammenda e Doyle chiede ad Atwater di prendere da bere. Lungo la strada, Doyle profila un uomo di colore con un borsone e va all'inseguimento, seguito da Atwater. Doyle viene colpito e ucciso dopo aver ucciso Shawn Paige (l'uomo di colore di cui stava profilando). Il distretto di Doyle vuole mantenere il segreto sui dettagli per impedire che si sappia che Doyle ha effettivamente commesso un omicidio, poiché ciò distruggerebbe la sua eredità e per impedire che i presunti assassini di Doyle vengano assolti sia dal presunto omicidio che dalla presunta distribuzione di droga sequestrata da il PD di Chicago senza un mandato o una causa probabile a causa del razzismo di Doyle. Tutto ciò spinge Atwater a fare la cosa giusta e a parlare apertamente.